# Gymel
Gymel o Gemell és una tècnica polifònica del Renaixement (S. XV). Fou descrita explícitament per Guilielmus Monachus a De Praeceptis Artis Musicae (ca. 1480), i consisteix en agafar una melodia preexistent i afegir-li una segona veu en terceres o sextes paral·les, però començant i acabant amb l'uníson o l'octava. Tanmateix, aquest fenomen ja es pot trobar en algunes composicions angleses del segle XIV, i al segle XV passarà a ser una tècnica corrent també a l'Europa Continental.
El terme Gymel té una derivació etimològica procedent de la paraula llatina «gemellus», que significa bessó. Es coneix que Gymel es l'anglès de «cantus gemellus», que significa en termes musicals duplicitat d'harmonia. En els manuscrits trobem el terme també escrit com a «Semell» o «Semellum».
Una tècnica polifònica relacionada amb el Gymel i també descrita per Guilielmus Monachus és el Fauxbourdon, format a tres veus, afegint terceres i sextes paral·leles a una melodia preexistent. El Gymel i el Fauxbourdon seguiran evolucionant cap a altres tècniques més elaborades, i es poden considerar com el fonament del contrapunt improvisat renaixentista.

## Compositors
Hi va haver molts de compositors que varen usar aquest terme i tenim constància d'alguns d'ells, com ara: John Dunstaple, William Cornysh, Richard Davy, John Browne i (més endavant) Thomas Tallis i Robert Parsons. També trobem exemples al Coral Eton i el Caius Choirbook.